# Victória (métro d'Athènes)
Pour les articles homonymes, voir Victoria.
Victória (en grec moderne : Βικτώρια) est une station souterraine du métro d'Athènes sur la ligne 1 (verte). Elle est située dans la ville d'Athènes, sous la place éponyme, au point kilométrique 10,995 de la ligne, entre les stations Omónia et Attikí.

## La station

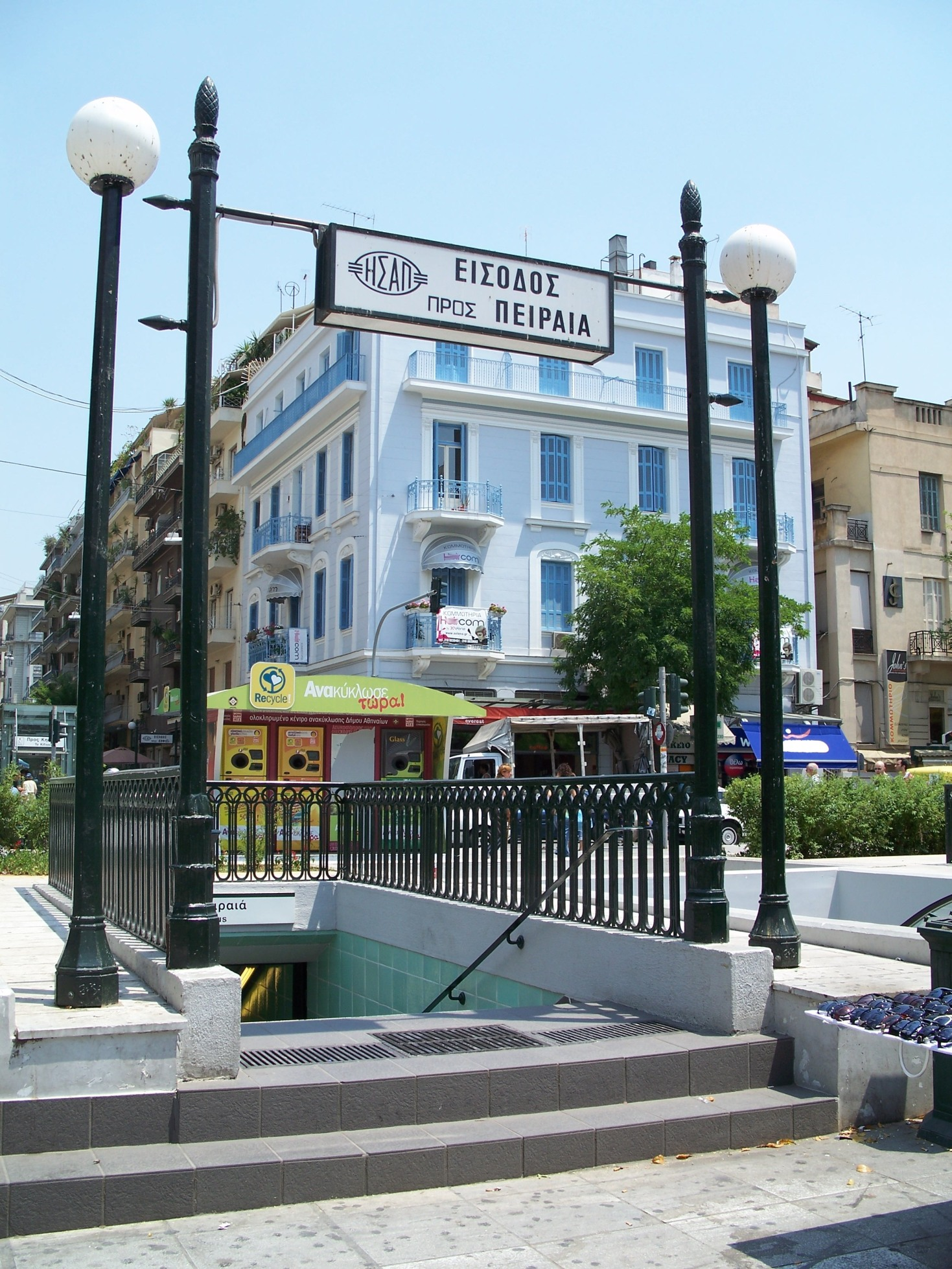
L'entrée de la station direction Le Pirée

La station Victória fut construite dans les années 1930, dans le cadre des travaux d'extension du tunnel vers le nord jusqu'à la station Attikí, sur le site d'une ancienne gare de la société des chemins de fer de l'Attique appelée place Kyriakou (ou plus anciennement Stroumpos, le changement de nom ayant eu lieu à une date inconnue), inaugurée en 1889 et fermée en 1926.
Elle n'est inaugurée que le 1er mars 1948, en raison des événements liés la Seconde Guerre mondiale. 
Elle comporte deux quais latéraux encadrant deux voies et ses escaliers mènent directement à la rue.
Le style architectural de la station Victória correspond au mouvement art déco. Ses murs sont recouverts de carreaux vert clair, contrairement à la station Omónia qui elle a des murs recouverts de carreaux oscillant entre le jaune et l'orange clair.
Le nom de la gare est inscrit en alphabet grec parfois doublé de son équivalent en alphabet latin, sur de grandes enseignes blanches en émail, fabriquées en Allemagne par la société Emaillierwerk Gottfried Dichanz.

### Réhabilitation
La station a été réhabilitée pour les Jeux olympiques d'Athènes et a rouvert le 11 juillet 2004. La station ayant été déclarée « monument protégé » par le ministère de la Culture grec le 15 janvier 2002, aucune modification n'a été apportée à sa forme d'origine dans le cadre des travaux de réhabilitation, à l'exception de la pose d'un pavement uni.

## Accès
La station est équipée de deux entrées; l'une mène au quai vers Kifissiá et l'autre à celui vers Le Pirée.

## Correspondances
| Trolleybus  | 2   |  | 3   |  | 4  |  | 5  |  | 6   |  | 7  |  | 8   |  | 9   |  | 11  |  | 13  |  | 14  |  | 15  |  | 18  |  | 19  |  |     |  |     |  |     |  |
| Bus express | E6  |  | E12 |  |    |  |    |  |     |  |    |  |     |  |     |  |     |  |     |  |     |  |     |  |     |  |     |  |     |  |     |  |     |  |
| Bus         | A8  |  | A12 |  | B5 |  | B8 |  | B12 |  | Γ8 |  | Γ12 |  | 022 |  | 035 |  | 046 |  | 054 |  | 060 |  | 224 |  | 222 |  | 605 |  | 608 |  | 713 |  |
| Bus de nuit | 500 |  |     |  |    |  |    |  |     |  |    |  |     |  |     |  |     |  |     |  |     |  |     |  |     |  |     |  |     |  |     |  |     |  |

## Tourisme
- Le musée archéologique d'Athènes est située à 550 mètres depuis la station.

## Culture
- La station apparaît comme décor d'une partie du clip de la chanson SOS interprétée par Indila[4].